# الهام قنبروف

الهام قنبراف اولین بازیکن آذربایجانی در ایران است که در سال ۱۳۷۶ در تیم ذوب آهن اصفهان بازی کرده است.

## منبع
- http://www.tebyan.net/sports/specialreports/specialreports/2003/10/15/3901.html